# Lussery-Villars
Lussery-Villars es una comuna de Suiza perteneciente al distrito de Gros-de-Vaud del cantón de Vaud.
En 2018 tenía una población de 462 habitantes.
La comuna fue fundada el 1 de enero de 1999 mediante la fusión de dos comunas colindantes, llamadas Lussery y Villars-Lussery; ambas localidades siguen existiendo actualmente dentro de la misma comuna, estando separadas entre sí por una huerta de unos doscientos metros de longitud. La comuna pertenecía hasta la reforma territorial de 2007 al distrito de Cossonay.
Se ubica junto al río Venoge, unos 10 km al noroeste de Lausana sobre la carretera 9.